# The Spell (Cellar Darling)
The Spell è il secondo album del gruppo musicale rock e metal svizzero Cellar Darling, pubblicato il 22 marzo 2019 dalla Nuclear Blast.

## Stile
Rispetto a This Is the Sound, la componente progressive, sia metal sia rock, è aumentata, come si nota da alcune soluzioni strutturali, formali, ritmiche, armoniche e di arrangiamento. I riff di chitarra, inoltre, tendono molto meno all'alternative rock, preferendo piuttosto soluzioni più articolate e aggressive; sono presenti anche passaggi thrash metal, doom metal e d'ispirazione djent. Le atmosfere si sono fatte più cupe, malinconiche e talvolta inquietanti, quindi fortemente tendenti al gothic metal/gothic rock e al dark folk, coerentemente con i temi trattati, mentre le melodie vocali si sono fatte meno immediate. Quanto alla componente folk, la ghironda è ancora uno strumento importante nel sound dei Cellar Darling e viene utilizzata sia con un approccio tradizionale sia con uno moderno arricchito da distorsioni, portando così a riff incisivi e assoli; ma ad essere maggiormente aumentato rispetto al primo album è l'uso del flauto traverso.
La band ha dichiarato che le cifre stilistiche di ogni singolo brano sono state costruite attorno al suo titolo, così da esprimerne al meglio il significato. Inoltre la conclusione (Death, Pt. 2) riprende e unisce fra di loro dei temi melodici presentati in altri brani dell'album.

## Concept
The Spell narra la storia, di gusto gothic, di una ragazza che ha assorbito tutta la sofferenza del mondo (Pain). Dopo aver conosciuto il Tristo Mietitore, sceso sulla Terra per falciare delle anime (Death), la ragazza se ne innamora, perché vede in lui la liberazione dal dolore (Love). Per evitare che la ragazza perda sé stessa suicidandosi, il Tristo Mietitore le lancia un incantesimo di vita eterna (The Spell). Ella quindi tenta inutilmente e in vari modi di togliersi la vita: si dà fuoco (Burn), si impicca, curando al contempo un uccellino con un'ala rotta (Hang), e ingerisce una grande quantità di barbiturici (Sleep), capendo però di non poter neanche dormire senza il suo amore (Insomnia). Decide poi di scalare la montagna più alta del mondo sperando di congelare (Freeze), per poi gettarsi dalla sua vetta (Fall) dritta in mare, dove prova ad affogare (Drown). Arrivata su una spiaggia, si taglia la gola, ma le stelle le ricordano che non può morire; all'arrivo dell'alba, la ragazza capisce di avere già tutto ciò di cui ha bisogno per essere felice, che il vero amore è quello verso sé stessi e che la vita può essere degna di essere vissuta (Love, Pt. 2). Il Tristo Mietitore capisce così di essere riuscito a salvare la ragazza; ritorna quindi tempo dopo per darle una morte naturale, per vecchiaia, abbracciandola con affetto (Death, Pt. 2).
I testi sono scritti quasi tutti dal punto di vista della protagonista, ad eccezione di quelli di Death, The Spell e Death (Pt. 2), che invece assumono il punto di vista della Morte personificata.
L'intera storia è narrata da Anna Murphy nell'audiolibro presente come CD bonus nell'edizione Digibook.

## Promozione
Il 2 novembre 2018 è stato pubblicato il singolo Insomnia, seguito il 18 gennaio 2019 da The Spell, il 18 febbraio da Death e l'8 marzo da Drown. I videoclip di tutti e quattro i singoli sono stati disegnati e animati da Costin Chioreanu, che ha firmato anche la copertina dell'album e le illustrazioni del relativo booklet. Chioreanu è anche il creatore del videoclip di Freeze, uscito il 28 aprile, e di tutti i lyric video pubblicati successivamente, ossia Pain il 23 maggio,, Love il 30 agosto, Hang il 16 novembre, Burn il 20 dicembre e Love (Pt. II) il 24 gennaio 2020.
La titletrack è stata usata per promuovere il videogioco Outward, un RPG open world creato da Deep Silver.
Il 19 settembre 2019 Insomnia ha vinto un Progressive Music Award come miglior videoclip dell'anno.
Il 25 novembre 2019 è stato pubblicato il libro di The Spell in un'edizione limitata a 250 copie. Il libro include la storia dell'album scritta sotto forma di racconto in prosa arricchito dalle illustrazioni di Chioreanu e dai relativi bozzetti, da foto esclusive dei Cellar Darling e dai commenti della band al processo di creazione dell'album.

## Tracce
Testi di Anna Murphy, musiche di Ivo Henzi, Anna Murphy, Fredy Schnyder e Merlin Sutter.
1. Pain – 4:27
2. Death – 7:25
3. Love – 5:11
4. The Spell – 4:41
5. Burn – 5:08
6. Hang – 4:33
7. Sleep – 3:48
8. Insomnia – 6:53
9. Freeze – 3:37
10. Fall – 0:59
11. Drown – 7:12
12. Love, Pt. 2 – 5:02
13. Death, Pt. 2 – 4:36

Audiobook – CD 2 presente nell'edizione Digibook
Testi di Anna Murphy.
1. Pain – 2:05
2. Death – 1:06
3. Love – 1:23
4. The Spell – 0:48
5. Burn – 1:36
6. Hang – 1:44
7. Sleep – 1:30
8. Insomnia – 1:46
9. Freeze – 1:13
10. Fall – 0:50
11. Drown – 1:40
12. Love, Pt. 2 – 2:15
13. Death, Pt. 2 – 1:16

## Formazione
Gruppo
- Anna Murphy – voce, ghironda, flauto traverso, sintetizzatore, organo a pompa
- Ivo Henzi – chitarra elettrica, chitarra acustica, basso elettrico
- Merlin Sutter – batteria

Altri musicisti
- Fredy Schnyder – pianoforte, organo Hammond, dulcimer, glockenspiel, organo a pompa, arrangiamenti aggiuntivi
- Shir-Ran Yinon – violino, viola

Produzione
- Tommy Vetterli – produzione, missaggio, ingegneria del suono, arrangiamenti aggiuntivi
- Anna Murphy – produzione, ingegneria del suono
- Tony Lindgren – mastering

## Classifiche
| Classifica (2019)                         | Posizione massima |
| ----------------------------------------- | ----------------- |
| Germania                                  | 66                |
| Regno Unito (Independent)                 | 23                |
| Regno Unito (Independent Albums Breakers) | 6                 |
| Regno Unito (Rock & Metal)                | 5                 |
| Scozia                                    | 90                |
| Svizzera                                  | 20                |